# Líquido preseminal
El líquido preseminal, también conocido como fluido preeyaculatorio, fluido preseminal o fluido de Cowper, es una secreción viscosa, líquida e incolora de las glándulas de Cowper que se expele por la uretra del pene antes de la eyaculación y se produce cuando el hombre está excitado sexualmente. Es similar en composición al semen, pero tiene algunas diferencias químicas. 
El líquido preseminal actúa como un lubricante sexual, mojando las paredes de la uretra para facilitar la expulsión del líquido seminal, mucho más viscoso; y como neutralizador de ácidos, neutralizando la acidez residual de restos de orina que pudieran haber quedado en la uretra, facilitando de este modo la supervivencia de los espermatozoides. La cantidad de líquido emitido varía ampliamente entre los individuos y puede dejar residuos del mismo varias horas después de la eyaculación. Se han encontrado incluso algunos casos poco frecuentes de hombres que no emiten líquido preeyaculatorio. Por lo general, este líquido no contiene espermatozoides, aunque en determinadas ocasiones puede contenerlo, especialmente cuando arrastra restos de una eyaculación anterior y no se haya orinado.

## Origen y composición
El fluido se expulsa durante la adultez, la masturbación, los juegos sexuales o en una fase temprana durante el acto sexual. Se puede expulsar antes de que el hombre haya alcanzado totalmente el orgasmo. El líquido es producido principalmente por las glándulas bulbouretrales (glándulas de Cowper), junto con las glándulas de Littre (las glándulas de la lámina propia de la uretra, que es la secretora de moco) y que también contribuye.
La cantidad de líquido que los hombres expulsan varía ampliamente entre las personas. Algunos hombres no producen ningún tipo de fluido preeyaculatorio, mientras que otros pueden llegar a emitir hasta 5 ml.
El líquido contiene algunas sustancias químicas similares a las que posee el semen, como la fosfatasa ácida, mientras que algunas otras sustancias presentes en el semen, como la gamma glutamil transpeptidasa, están completamente ausentes del fluido preeyaculatorio.

## Función
Los ambientes ácidos son hostiles para el esperma. El fluido preeyaculatorio neutraliza la acidez residual en la uretra causada por la orina, creando un entorno más favorable para la supervivencia de los espermatozoides. Normalmente la vagina es ácida, por lo que el depósito de líquido preeyaculatorio (antes de la expulsión del semen) puede modificar el ambiente vaginal para promover la supervivencia de los espermatozoides.
El líquido preeyaculatorio actúa también como un lubricante durante la actividad sexual y juega un papel importante en la coagulación del semen.

## Riesgos y controversias
Algunos estudios han demostrado la presencia del virus VIH-1 en la mayoría de las muestras analizadas provenientes de hombres infectados. La infección con VIH puede conducir a un Síndrome de inmunodeficiencia adquirida, por lo que se puede considerar al fluido preseminal como un posible vector de transmisión del virus.
Una creencia popular, que proviene de un estudio de Masters y Johnson del año 1966, sentencia que el fluido preeyaculatorio contiene espermatozoides que pueden causar un embarazo. Esta asunción es una base común para los argumentos en contra del uso del coitus interruptus como método anticonceptivo. Sobre este punto ha surgido en los últimos años una cierta polémica, pues en varios estudios de diferentes grupos de investigación se ha encontrado alternativamente tanto la presencia como la ausencia de espermatozoides. Tanto en uno como en otro sentido es necesario tomar una postura escéptica, pues ninguno de los estudios se ha realizado con una cohorte lo suficientemente grande de individuos como para asegurar un mínimo grado de exactitud estadística, y en la mayoría de ellos no se han estandarizado las condiciones de recolección y conservación de las muestras antes del análisis. 
En un estudio del año 2009, los resultados parecen sugerir que el coito interrumpido podría ser al menos tan efectivo como el uso de preservativo en la prevención del embarazo. Hay varios estudios a pequeña escala (con tamaños muestrales de 4 hasta 23 individuos) que concluyen que no hay espermatozoides presentes en el líquido preseminal, y por lo tanto, no puede ser considerado como una causa efectiva de embarazo. Es conveniente notar, sin embargo, que estos fueron obtenidos de muestras analizadas luego del punto crítico de los dos minutos. Es importante destacar esto, pues la búsqueda en microscopio de espermatozoides móviles en cantidades tan pequeñas de líquido preseminal luego de transcurrido este tiempo, cuando gran parte del líquido ya se ha secado, convierte su examen y evaluación en algo «extremadamente difícil».
En marzo de 2011, un grupo de investigadores organizaron una cohorte de 27 voluntarios masculinos y analizaron muestras de sus emisiones preeyaculatorias antes de los dos minutos de emitidas. Los investigadores encontraron que 11 de los 27 hombres (41 % del total) produjeron muestras que contenían espermatozoides, y que 10 de estas muestras (37 % del total) contenían una "cantidad significativa" de espermatozoides móviles (como mínimo 1 millón y llegando a un máximo de 35 millones). Como punto de referencia, una muestra de semen que contiene al menos 23 millones de espermatozoides puede causar embarazo en el 2,5 % de los casos analizados durante un período de evaluación de un año. Esto parece indicar que, aunque la muestra de líquido preseminal puede contener millones de espermatozoides, la probabilidad de que cause un embarazo es baja. Esta probabilidad, sin embargo, no puede ser descartada, ya que hay al menos un estudio a largo plazo que indica que incluso concentraciones tan bajas como 100.000 espermatozoides por mililitro fueron capaces de provocar embarazos en el 3,9 % de los casos analizados en el plazo de cinco años y en el 8,7 % de los casos analizados en el plazo de doce años.
Una creencia ampliamente difundida indica que orinar luego de la eyaculación puede limpiar la uretra de los restos de espermatozoides que pudiera contener. Cabe notar, no obstante, que algunos de los sujetos analizados en el estudio de marzo de 2011 y que produjeron muestras con espermatozoides orinaron (en algunos casos más de una vez) antes de producir la muestra que fue estudiada. A pesar de estos resultados, dos cosas deben ser tenidas en consideración. Primero, que el estudio sugiere que algunos hombres pueden tener fugas de esperma en su líquido preeyaculatorio (aunque los autores no hacen extrapolaciones en cuanto a esta suposición ni de las posibles causas de este fenómeno). Y segundo, y más importante, que los autores admiten que algunos de sus sujetos de estudio pudieron, de hecho, haber falseado los resultados al entregar muestras de eyaculado, para evitar la vergüenza de no haber podido producir muestras de líquido preeyaculatorio.
El polémico estudio de 2011 apunta a que la presencia de espermatozoides en el líquido preeyaculatorio de algunos de los sujetos estudiados se debe a errores metodológicos en la recolección de las muestras, como así lo indica la revisión realizada en 2014 y publicada en "International Journal of Medicine and Biomedical Research" . 
En un estudio más reciente, publicado en 2016, ninguno de los 25 sujetos presentó espermatozoides en su fluido preeyaculatorio tras dos días de abstinencia. Todos los sujetos tenían un espermiograma con recuento total de espermatozoides superiores a 100 millones de espermatozoides, una movilidad superior al 50% y un pH promedio de 8,2±0,5. Los autores concluyen que "el líquido preeyaculatorio secretado por las glándulas de Cowper y Littre durante la estimulación sexual no contiene espermatozoides, siempre que haya al menos dos días de abstinencia eyaculatoria previa y, por lo tanto, no pueda ser responsable de los embarazos ocurridos en la práctica del contacto sexual del pene sobre los genitales externos femeninos ni en la práctica del coito interrumpido como método anticonceptivo".

## Producción excesiva
En algunos casos poco comunes, un hombre puede producir cantidades tan grandes de líquido preseminal que sea causa de vergüenza o incomodidad. Un reporte indica que un pequeño número de estos hombres obtuvieron un resultado satisfactorio al ser tratados con un inhibidor de la 5-alfa-reductasa.
En tales casos, un médico especialista recomendaría considerar un diagnóstico diferencial para descartar una posible prostatorrea, es decir, la emisión de secreciones prostáticas durante el esfuerzo de orinar o defecar.